# Stadion Mokri Dolac
El Stadion Mokri Dolac es un estadio multiusos ubicado en la ciudad de Posušje, Bosnia y Herzegovina. El estadio fue inaugurado el 28 de julio de 1998, cuenta con una capacidad de 8000 espectadores y está destinado, principalmente, para la práctica del fútbol. El club de la ciudad, el NK Posušje de la Liga Premier de Bosnia y Herzegovina, disputa aquí sus partidos como local.